# Jamal Yorke
Jamal Yorke (Kingstown, San Vicente y las Granadinas, 9 de octubre de 1991) es un futbolista sanvicentino que juega como defensa en el Sion Hill de la SVGFF Premier Division de San Vicente y las Granadinas. Es internacional con la selección de fútbol de San Vicente y las Granadinas.

## Selección nacional
Debutó internacionalmente en un partido contra Bonaire, que no es miembro de la FIFA, en una victoria por 2-1 en la clasificación de la Liga de Naciones de CONCACAF.
El 5 de septiembre de 2019, Yorke anotó un gol en propia puerta cerca de los últimos 3 minutos contra Nicaragua, lo que resultó en un empate 1-1 en la Liga de Naciones de CONCACAF.